# Schenefeld, Steinburg
Schenefeld là một đô thị ở huyện Steinburg, bang Schleswig-Holstein, Đức. Đô thị này có diện tích 5,16 km², dân số thời điểm 31 tháng 12 năm 2006 là 2483 người. Đô thị này có cự ly khoảng 14 km về phía bắc của Itzehoe.
Schenefeld là thủ phủ của Amt ("nhóm đô thị") Schenefeld.